# Собота, Ференц
Ференц (Франтишек) Собота (венг. Szobota Ferenc (František); 30 августа 1891, Кошице, Королевство Венгрия — 10 января 1939, Левоча, Спишска-Нова-Вес) — венгерский легкоатлет, выступавший в беге на короткие дистанции и прыжках в длину. Участник летних Олимпийских игр 1912 года.

## Биография
Ференц Собота родился 30 августа 1891 года в австро-венгерском городе Кошице (сейчас в Словакии).
Выступал в легкоатлетических соревнованиях за «Кашаи» из Кошице.
В 1912 году вошёл в состав сборной Венгрии на летних Олимпийских играх в Стокгольме. В беге на 100 метров занял 2-е место в четвертьфинальном забеге и не попал в тройку лучших в полуфинале. В эстафете 4х100 метров сборная Венгрии, за которую также выступали Вилмош Рац, Пал Салай и Иштван Янкович, выиграла четвертьфинальный забег с результатом 43,7 секунды и заняла последнее, 2-е место в полуфинале (42,9), уступив 0,4 секунды установившей мировой рекорд сборной Швеции. Также был заявлен в прыжках в длину, но не вышел на старт.
После Первой мировой войны из-за проблем со здоровьем завершил спортивную карьеру, возглавив спортивный отдел клуба «Кашаи».
Был юристом, работал в нескольких городах Венгрии, а затем Чехословакии. К концу жизни был председателем верховного суда в Левоче.
Покончил с собой 10 января 1939 года в Левоче.

## Личный рекорд
- Бег на 100 метров — 10,9 (1911)[1]